# 898 Verbindingsbataljon
898 Verbindingsbataljon (898 VbdBat) was onderdeel van de Verbindingsdienst van de Nederlandse Koninklijke Landmacht. Het was de Sigint-eenheid van de Bevelhebber der Landstrijdkrachten (BLS).

## Geschiedenis
In 1953 werd 105 Verbindingsverkenningsbataljon opgericht met 3 compagnieën (een tactische cie 1-105; een strategische cie 2-105 en 106 Verbindingsverkenningscompagnie (mobilisabel)). Deze eenheid was gelegerd in Gorinchem. Haar taak was het onderscheppen en afluisteren van divisie- en hogere radionetten.:p404 

Op 1 mrt 1957 werd 105 Verbindingsverkenningsbataljon opgeheven, en de taken werden overgenomen door 905 Verbindingsverkenningscompagnie (strategisch), gelegerd in Gorinchem De naam werd op 1 februari 1959 gewijzigd in 894 Verbingdingsverkenningscompagnie en op 1 januari 1962 in 890 Radiocompagnie. 

Op 1 september 1965 werd 890 RadioCompagnie ondergebracht in het nieuw opgerichte 898 Radiobataljon gelegerd in Gorinchem, waaronder ook 105 RadioCompagnie (mobiel) kwam te vallen. 

Eind 1967 verhuisde 898 Radiobataljon naar het in 1954 voor de Koninklijke Luchtmacht gebouwde Kamp Holterhoek in Eibergen dat in 1960 door de Koninklijke Landmacht was overgenomen. 

Op 15 september 1970 werd de naam gewijzigd in 898 Verbindingsbataljon (898 VbdBat) en werd het bataljon onder operationeel bevel geplaatst van de Plaatsvervangend Chef Generale Staf (Plv CGS) en onder administratief en tactisch beval van de Territoriaal Bevelhebber Oost (TBO).:p404

## Taken
Taken van 898 VbdBat omvatten detectie, onderschepping, positiebepaling, registratie, decodering/ontcijfering, vertaling en analyse van radioberichtenverkeer van potentiële tegenstanders. Voornaamste doelen waren de militaire Sovjet- en Oost-Duitse (DDR) hoofdkwartieren in de noordelijke helft van de DDR, zoals het Sovjet 2e Garde Tank Leger en het 5e leger van de DDR.
Het personeel van 898 VbdBat werkte in vijf ploegen, 24 uur per dag, en omvatte een groep crypto-analisten die waren opgeleid door de School Militaire Inlichtingendienst (SMID).
Vanaf 1963 bemande 898 VbdBat de interdepartementale radiopeilpost "Mike" in Mertingen in Beieren (Bondsrepubliek Duitsland). De post werd bemand door 1 man per dienst. Vanaf 1970 richtte 898 VbdBat het KL-peilsysteem in, met peilposten "Alpha" in Eibergen, "Delta" in Donauwörth en "Sierra" in Kiel bij de stad Heide. "Sierra" had een bunker 6 meter onder het maaiveld en lag midden in een moerasgebied. "Delta" lag dicht bij "Mike" en deze zijn later ook samengevoegd. Na de val van de muur in 1990 werden de peilposten opgeheven. In de jaren ‘70 van de 20e eeuw waren "Delta", en ook "Sierra", semi-permanente posten uitgerust met DAF YA-126 1-tons radiotrucks met verhoogde shelter met KL/MRD-3554 die opgesteld stonden in hutten.
898 VbdBat was 'gehuld in geheimhouding' en werkte nauw samen met de LAMID.

## 102 EOV Compagnie
Van 1988 tot de reorganisatie halverwege de jaren ‘90 was 102 EOV-compagnie administratief ingedeeld bij 898 VbdBat.

## Opheffing
Na reorganisatie halverwege de jaren ‘90 werd 898 Vbdbat omgevormd tot het Operationeel Verbindings-Inlichtingen Centrum (OVIC) en later tot de huidige (2018) Nationale Signals Intelligence Organisatie (NSO), onderdeel van de Joint Sigint Cyber Unit (JSCU).
De officiële opheffingsdatum van 898 VbdBat is 1 januari 1998.